# John Freitag
John W. Freitag (3. maj 1877 – 20. oktober 1932) var en amerikansk roer som deltog i OL 1904 i St. Louis.
Freitag vandt en bronzemedalje i roning under OL 1904 i St. Louis. Han kom på en tredjeplads i firer uden styrmand sammen med Gustav Voerg, Lou Heim og Frank Dummerth. Mandskabet repræsenterede Western Rowing Club, St. Louis.